# عناصر القانون الدولي
نشر كتاب عناصر القانون الدولي (Elements of International Law) لأول مرة في عام 1836، وهو كتاب عن القانون الدولي للكاتب هنري ويتون والذي كان يتميز بتأثيره الهائل.

## تاريخ النص
ظهرت الكثير من التراجم والإصدارات والطبعات لعناصر ويتون منذ أن نشر لأول مرة.
نُشرت الطبعة الثالثة في فلادلفيا في عام 1845، وطلبت عائلة ويتون أن تكون الطبعة السادسة بها آخر التصحيحات للمؤلف وتنبيه بالسيرة الذاتية له ونشرها ويليام بيتش لورانس (بوسطن، 1855)، كما نشر لورانس الطبعة السابعة (1863). ونشرت الطبعة الثامنة، التي ضمت ملحوظات وسيرة ذاتية جديدة، بواسطة ريتشارد هنري دانا (بوسطن، 1866). وزعم دانا أن استخدام ملحوظات لورانس في الطبعات السابقة نتج عنها جدل قانوني استمر لمدة طويلة.
نُشرت الترجمة الفرنسية في لايبزيغ وباريس في عام 1848. وبناءً على طلب وزير الولايات المتحدة الأمريكية في الصين أنسون بورلنجام، تمت ترجمة كتاب ويتون إلى اللغة الصينية ونُشر على نفقة الحكومة الإمبراطورية (4 مجلدات، بيكين، 1865). وقام بترجمته المترجم البروتستانتي التبشيري وليام الكسندر بارسونز مارتن الذي كان يعمل بالصين في تلك الفترة.
وبالإضافة للغة الصينية تُرجم الكتاب إلى اللغة اليابانية وإلى جميع لغات الدول الآسيوية.
تحمل الطبعة الأصلية اسم "عناصر القانون الدولي ووصفًا مقتضب لتاريخ المبحث Elements of International Law with a Sketch of the History of the Subject. حذفت بعض الطبعات اللاحقة "رسمًا تخطيطيًا" والذي أصبح في عام 1845 (بشكل موسع) جزءًا من تاريخ القانون بالدول الأوروبية والأمريكية.

## التأثير

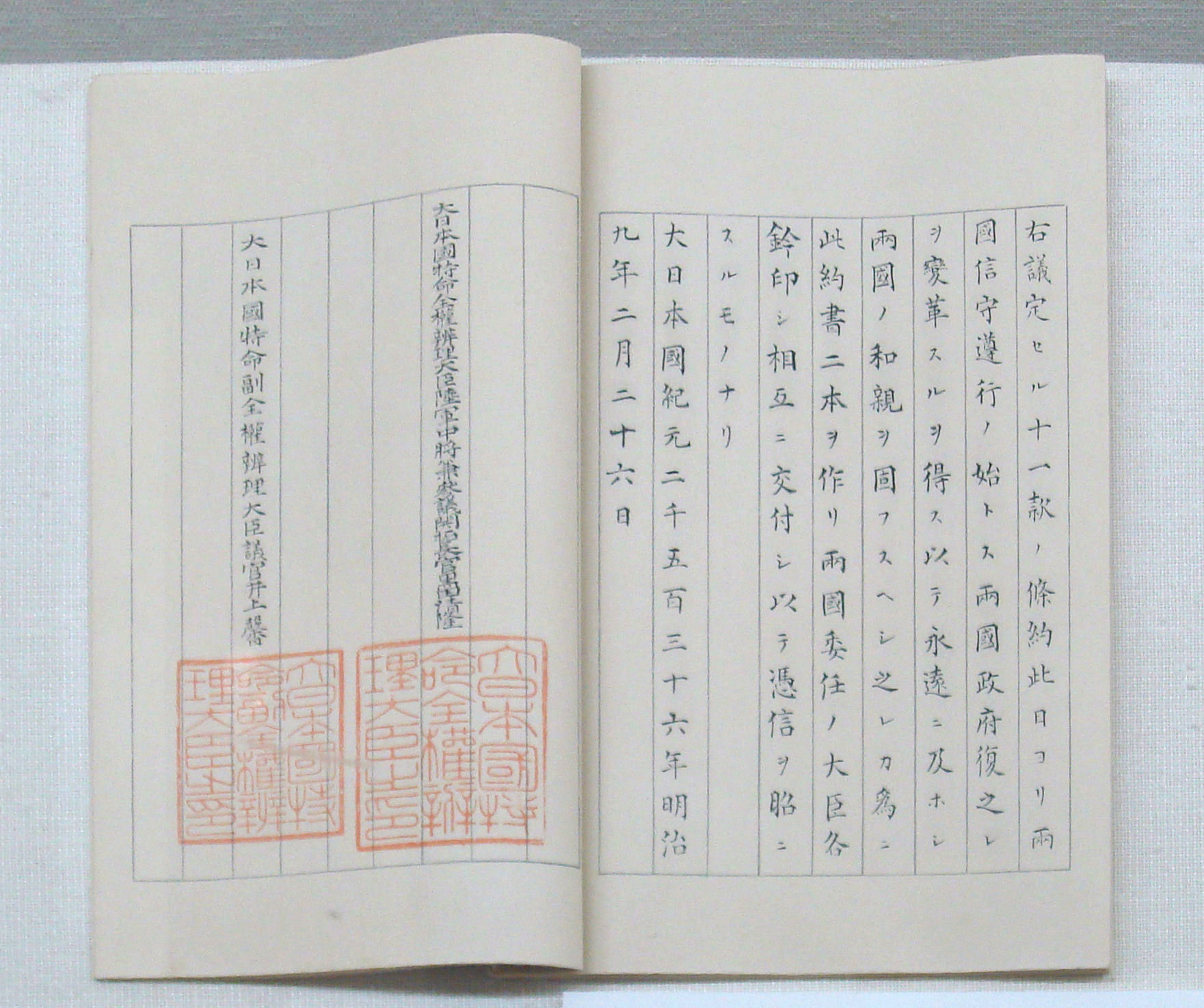
معاهدة الصداقة اليابانية الكورية 26 فبراير 1876

أحدثت هذه التراجم تأثيرًا كبيرًا في اعتماد القانون الدولي الحديث في آسيا. وكان كتاب ويتون أول كتاب يقدم القانون الدولي لمنطقة شرق آسيا على نطاق واسع.وُضع هنري ويتون في قائمة «أبرز الحقوقيين في القرن التاسع عشر،» وعلق أنجيهي على «عدة طبعات» من كتاب عناصر القانون الدولي وعلى العمل الذي «يحظى باحترام واسع واستخدم على نطاق كبير حينئذ.»